# Настася Кински
Настася Кински (на немски: Nastassja Kinski, родена Nastassja Aglaia Nakzynski) е немска актриса. 

## Биография
Настася Кински е родена като Настаса Аглая Накжински на 24 януари 1961 г. в Берлин като единствено дете на Рут Бригите Накжински и актьора Клаус Кински. Сестра ѝ от предишния брак на баща ѝ, Пола Кински и брат ѝ от третия брак на баща ѝ, Николай Кински, както и братовчедка ѝ Лара Накжински също са актриси и актьори. Поради работните пътувания на баща ѝ, Настася израства в Берлин, Мюнхен и Рим. След раздялата на родителите ѝ, Настася и майка ѝ напускат Италия и живеят в Мюнхен от 1968 до 1971 г., в Каракас през 1971 г. и от 1972 г. отново в Мюнхен. Настася прекарва детството си в комуна с майка си. Посещава гимназията „Вили Граф“ в Мюнхен. 
На 13-годишна възраст, през 1975 г. Настася взима името на баща си, Кински, и играе първата си роля на нямо момиче във филма „Погрешно движение“ на режисьора Вим Вендерс. През 1977 г. играе ролята на любовница на учител в „Местопрестъпление: Матура“ (Tatort: Reifezeugnis), в който за кратко се вижда гола, което води до медиен скандал. Филмът е сред класическите германски филми и за първи път популяризира деликатен въпрос за първи път във Федерална република Германия. Следващите ѝ роли в киното са на наивни момичета и лолити. Роман Полански я сравнява с младата Ингрид Бергман, а Марчело Мастрояни я сравнява с Брижит Бардо. Американски филмови критици я определят като най-атрактивното германско чудо на киното след Марлене Дитрих. И по-късно Кински се показва често гола или леко облечена във филми, което води до клиширани очаквания към ролите ѝ, които са прелъстителни, наивни, лесно раними и с нееднозначна еротичност. Такава е и в „Остани какъвто си“ с Марчело Мастрояни. 
На 16-годишна възраст започва любовна връзка с Роман Полански, 28 години по-възрастен от нея. През 1979 г. Кински играе главната роля във филма му „Тес“, който поставя началото на нейната популярност. В него селско момиче разбива ревливия морал на Викторианската епоха и се превръща в убийца. За играта си Кински получава една номинация за френската награда „Сезар“ и златен глобус за най-добра млада актриса. С него Кински поставя край на клишето за ролите ѝ. Номинираният за шест награди „Оскар“ филм е приет резервирано в родината ѝ, Германия, но я прави звезда в чужбина. 
През 1981 Пол Шрадер режисира римейк на филма на Жак Турнер (Jacques Tourneur) „Хората котки“ с Настася Кински в главната роля. Във филма на Франсис Форд Копола „One from the Heart“, тя играе циркаджийката Лейла, танцуваща на въже, която дарява няколко щастливи момента на колегите си и посетителите на цирка. През 1983 г. във филма на Петер Шамони (Peter Schamoni) „Пролетна симфония (Fråhlingssinfonie) играе ролята на пианистката Клара Вийк, дъщеря на учителя на композитора Роберт Шуман Лудвиг Вийк, в която композиторът е влюбен, за което получава германската филмова награда (Bundesfilmpreis). В „Der Mond in der Gosse“ през 1982 г. играе момиче от горната класа на обществото, влюбено в работник на дока, игран от Жерар Депардийо. През 1984 г. „Париж, щата Тексас“ на Вим Вендерс я превръща в световна знаменитост и е най-успешният филм в кариерата ѝ. 
За разлика от в Европа, Кински не постига големи успехи в Холивуд. Ролите ѝ в „Любовниците на Мария“ на Андрей Кончаловски (1984), „Хотел „Ню Хемпшир“ на Тони Ричардсън (Tony Richardson, също 1984) и „Революция“ на режисьора Хю Хъдзън (Hugh Hudson) от 1985 г. са бледи. 
Настася Кински владее немски, френски, английски, италиански и руски език. 

## Избрана филмография
| година | филм               | оригинално заглавие | роля            | режисьор        |
| ------ | ------------------ | ------------------- | --------------- | --------------- |
| 1978   | Остани какъвто си  | Così come sei       | Франческа       | Алберто Латуада |
| 1979   | Тес                | Tess                | Тес Дърбифиийлд | Роман Полански  |
| 1984   | Париж, щата Тексас | Paris, Texas        | Джейн Хендерсън | Вим Вендерс     |